# Polyspilota voelzkowiana
Polyspilota voelzkowiana är en bönsyrseart som beskrevs av Henri Saussure 1899. Polyspilota voelzkowiana ingår i släktet Polyspilota och familjen Mantidae. Inga underarter finns listade i Catalogue of Life.